# Halifax (regional municipality)
Halifax, Halifax Regional Municipality (HRM) – jednostka samorządowa (regional municipality) w kanadyjskiej prowincji Nowa Szkocja powstała 1 kwietnia 1996 z połączenia dotychczasowych samorządów hrabstwa Halifax: miast Halifax, Dartmouth, Bedford i municipal county Halifax, najludniejszy obszar metropolitalny w części Kanady położonej nad Atlantykiem, jednostka podziału statystycznego (census subdivision). Według spisu powszechnego z 2016 obszar regional municipality to: 5490,35 km², a zamieszkiwało wówczas ten obszar 403 131 osób.